# Gemma Jones
Jennifer Gemma Jones (Londres, Inglaterra, 4 de diciembre de 1942) es una actriz británica, conocida por sus papeles como Pamela Jones en la saga de Bridget Jones, Madame Pomfrey en las adaptaciones cinematográficas de la saga Harry Potter y como la espía Connie James en la serie de televisión Spooks.

## Biografía
Gemma Jones nació el 4 de diciembre de 1942 en Londres (Inglaterra). Es hija de Irene Isaac y del actor Griffith Jones. Su hermano menor es el actor Nicholas Jones. Asistió a la Royal Academy of Dramatic Art. Tuvo un hijo junto al director Sebastian Graham-Jones, nacido en 1975, y a quien llamaron Luke G. Jones. Luke es productor de cine.
Fue reconocida por primera vez fuera del Reino Unido en 1974, después de hacer el papel de Louisa Trotter en la serie dramática de la BBC, The Duchess of Duke Street. Después hizo el papel de la Sra. Dashwood en Sense and Sensibility (1995), película ganadora de un premio Óscar y en la que actuó junto a Kate Winslet, Alan Rickman y Emma Thompson.
Entre sus numerosas películas están Shanghai Knights, donde da vida a la reina Victoria; Harry Potter y la cámara secreta, en el papel de la Señora Pomfrey; El diario de Bridget Jones y sus secuelas, en las que interpretó a la madre de la protagonista; Sin noticias de Dios; Los demonios de Ken Russell; The Feast of July; Wilde; y El caso Winslow.

## Filmografía

### Películas
| Año  | Título                                             | Personaje            | Notas |
| ---- | -------------------------------------------------- | -------------------- | ----- |
| 1971 | The Devils                                         | Madeleine            |       |
| 1988 | Paperhouse                                         | Dr. Sarah Nicols     |       |
| 1995 | Sense and Sensibility                              | Sra. Dashwood        |       |
| 1995 | Feast of July                                      | Sra. Wainwright      |       |
| 1995 | Wilde                                              | Lady Queensberry     |       |
| 1997 | Jane Eyre                                          | Sra. Fairfax         |       |
| 1998 | The Theory of Flight                               | Anne                 |       |
| 1999 | The Winslow Boy                                    | Grace Winslow        |       |
| 1999 | Cotton Mary                                        | Sra. Freda Davids    |       |
| 2001 | Sin noticias de Dios                               | Nancy                |       |
| 2001 | El diario de Bridget Jones                         | Pamela Jones         |       |
| 2002 | Harry Potter y la cámara secreta                   | Señora Pomfrey       |       |
| 2003 | Shanghai Knights                                   | Reina Victoria       |       |
| 2004 | Bridget Jones: The Edge of Reason                  | Pamela Jones         |       |
| 2005 | Frágiles (Fragile)                                 | Sra. Folder          |       |
| 2007 | The Contractor                                     | Sra. Day             |       |
| 2008 | Good                                               | Madre                |       |
| 2009 | Harry Potter y el misterio del príncipe            | Señora Pomfrey       |       |
| 2010 | Conocerás al hombre de tus sueños                  | Helena Shepridge     |       |
| 2010 | Forget Me Not                                      | Lizzie               |       |
| 2010 | The Cellar                                         | Patricia             |       |
| 2011 | Hysteria                                           | Lady St. John-Smythe |       |
| 2011 | Harry Potter y las Reliquias de la Muerte: parte 2 | Señora Pomfrey       |       |
| 2012 | The Lady Vanishes                                  | Rose Flood-Porter    |       |
| 2017 | God's Own Country                                  | Deidre Saxby         |       |
| 2019 | Rocketman                                          | Ivy                  |       |
| 2020 | Ammonite                                           | Molly Anning         |       |
| 2025 | Bridget Jones: Mad About the Boy                   | Pamela Jones         |       |

### Series de televisión
| Año         | Título                                 | Personaje                           | Notas        |
| ----------- | -------------------------------------- | ----------------------------------- | ------------ |
| 1962        | No Hiding Place                        | Brenda                              | 1 episodio   |
| 1963        | The Human Jungle                       | Pamela                              | 1 episodio   |
| 1964        | Z Cars                                 | Sra. Aldiss                         | 1 episodio   |
| 1965 - 1966 | Theatre 625                            | Nina, Victoire y Lucille Desmoulins | 2 episodios  |
| 1967        | Rainbow City                           | Mary Steele                         | 4 episodios  |
| 1967        | Kenilworth                             | Reina Elizabeth I                   | 4 episodios  |
| 1970        | The Spoils of Poynton                  | Fleda Vetch                         | 4 episodios  |
| 1974        | Fall of Eagles                         | Princesa Vicky                      | 2 episodios  |
| 1976 - 1977 | The Duchess of Duke Street             | Louisa Trotter                      | 31 episodios |
| 1987        | Inspector Morse                        | Anne Staveley                       | 1 episodio   |
| 1990        | Ruth Rendell Mysteries                 | Sra. Peveril                        | 3 episodios  |
| 1991        | Devices and Desires                    | Alice Mair                          | 6 episodios  |
| 1997        | The Phoenix and the Carpet             | Sra. Day                            |              |
| 1997        | Good                                   | Sra. Bibble                         |              |
| 2000        | Longitude                              | Elizabeth Harrison                  |              |
| 2002        | Bootleg                                | Sra. Bubby                          |              |
| 2002        | Midsomer Murders                       | Maisie Gooch                        | 1 episodio   |
| 2003        | Agatha Christie's Poirot               | Srta. Williams                      | 1 episodio   |
| 2003 - 2008 | Trial & Retribution                    | Dr. Jean Mullins                    | 10 episodios |
| 2005        | All About George                       | Kay                                 | 6 episodios  |
| 2005        | Judge John Deed                        | Profesora Moriarty                  | 1 episodio   |
| 2007        | Who Killed Mrs De Ropp?                | Sra. De Ropp                        |              |
| 2007        | Ballet Shoes                           | Dra. Jakes                          |              |
| 2007 - 2008 | Spooks                                 | Connie James                        | 16 episodios |
| 2010        | The Secret Diaries of Miss Anne Lister | Tía Lister                          |              |
| 2010        | Whistle and I'll come to You           | Alice Parkin                        |              |
| 2011        | Merlín                                 | Cailleach                           | 2 episodios  |
| 2012        | 13 Steps Down                          | Olive                               | 2 episodios  |

### Teatro
| Año  | Obra                | Personaje | Director       | Teatro          | Notas                                               |
| ---- | ------------------- | --------- | -------------- | --------------- | --------------------------------------------------- |
| 1994 | Unfinished Business | -         | Steven Pimlott | The Pit Theatre | junto a Jasper Britton, Toby Stephens y Philip Voss |

## Otros proyectos y participaciones
- When Love Speaks (2002, EMI Classics) - Shakespeare's "Sonnet 50" ("How Heavy Do I Journey On the Way").